# Odonthornithes
Ordre
Sous-ordres de rang inférieur
- Odontolcae, Marsh 1878
- Odontotormae, Marsh 1878

L'ordre Odontornithes est un groupe paraphylétique d'oiseaux à dents aujourd'hui éteints. Il comprend des espèces parfois classées dans les Ichthyornithiformes et les Hesperornithiformes et d'autres Avialae anciens.